# Смородинный почковый клещ
Смородинный почковый клещ (лат. Cecidophyopsis ribis) — вид микроскопических четырёхногих клещей рода Cecidophyopsis из семейства Eriophyidae (Trombidiformes). Европа, Австралия, Ориентальный регион.

## Описание
Длина около 0,2 мм, тело белое, червеобразное с 4 ногами. Стернум укороченный. Дорсальные щетинки на щитике отсутствуют. Гениталии самок приближены к основаниям тазиков ног.
Смородинный почковый клещ является вредителем крыжовника и чёрной смородины (иногда повреждает красную и белую смородину). Зимовка и дальнейшее развитие клещей происходит внутри почек (в одной почке может находиться до 3—8 тысяч особей). После заселения клещами почки приобретают округлую форму и к осени становятся более крупными. В начале следующего года почки вздуваются до размеров горошины (деформированные листочки выпячиваются наружу через чешуйки), и постепенно приобретают форму маленького лопнувшего кочанчика капусты. Расселяются как с посадочным материалом, так и с помощью ветра, птиц, насекомых (большинство при этом погибает). В год бывает пять поколений: два весенних и три летне-осенних. Являются переносчиком махровости (реверсии) чёрной смородины.
Для борьбы с вредителями необходимо выщипывание почек и уничтожение заражённых клещами веток, соблюдение правил агротехники и использование акарицидов.